# لو آن بارتون
لو آن بارتون (بالإنجليزية: Lou Ann Barton)‏ هي كاتبة غنائية وموسيقية ومنتجة أسطوانات ومغنية أمريكية، ولدت في 17 فبراير 1954 في فورت وورث في الولايات المتحدة.

## وصلات خارجية
- لو آن بارتون على موقع IMDb (الإنجليزية)
- لو آن بارتون على موقع ميوزك برينز (الإنجليزية)
- لو آن بارتون على موقع ديسكوغز (الإنجليزية)